# Benyovszky Sámuel
Benyói és urbanói Benyovszky Sámuel (Frivaldnádas, 1744. július 5. – Buda, 1790. szeptember 21.) ügyvéd, királyi ügyész.

## Élete
Benyovszky Gáspár és Krasznecz Anna legidősebb gyermekeként született Trencsén vármegyében nemesi család sarjaként. A humaniórák és bölcselet végeztével a hazai törvényt tanulta s ügyvéd, majd 1763-ban királyi ügyész lett.

## Művei
Egyetlen munkát jelentetett meg Budán:
- Decreta normalia in materiis juridicis expedita. Budae, 1788.

## Családja
1777-ben vette feleségül tótdiósi Dióssy Annát, aki hét gyermeket szült neki:
- István
- Franciska (1780-1836); férje: kisjókai Saátor János
- Miklós (1783-1784)
- Amália (1783-1851); férje: kisjókai Ágoston Ferenc (1760-1844)[1]
- Péter (1785-1855); neje: benefai Bacsák Anna
- Karolina Klára (1787-1790)
- Johanna (1789)